# السلطة الحكومية للمياه والصرف الصحي
يسار|261x261بك| رمز سلطة المياه

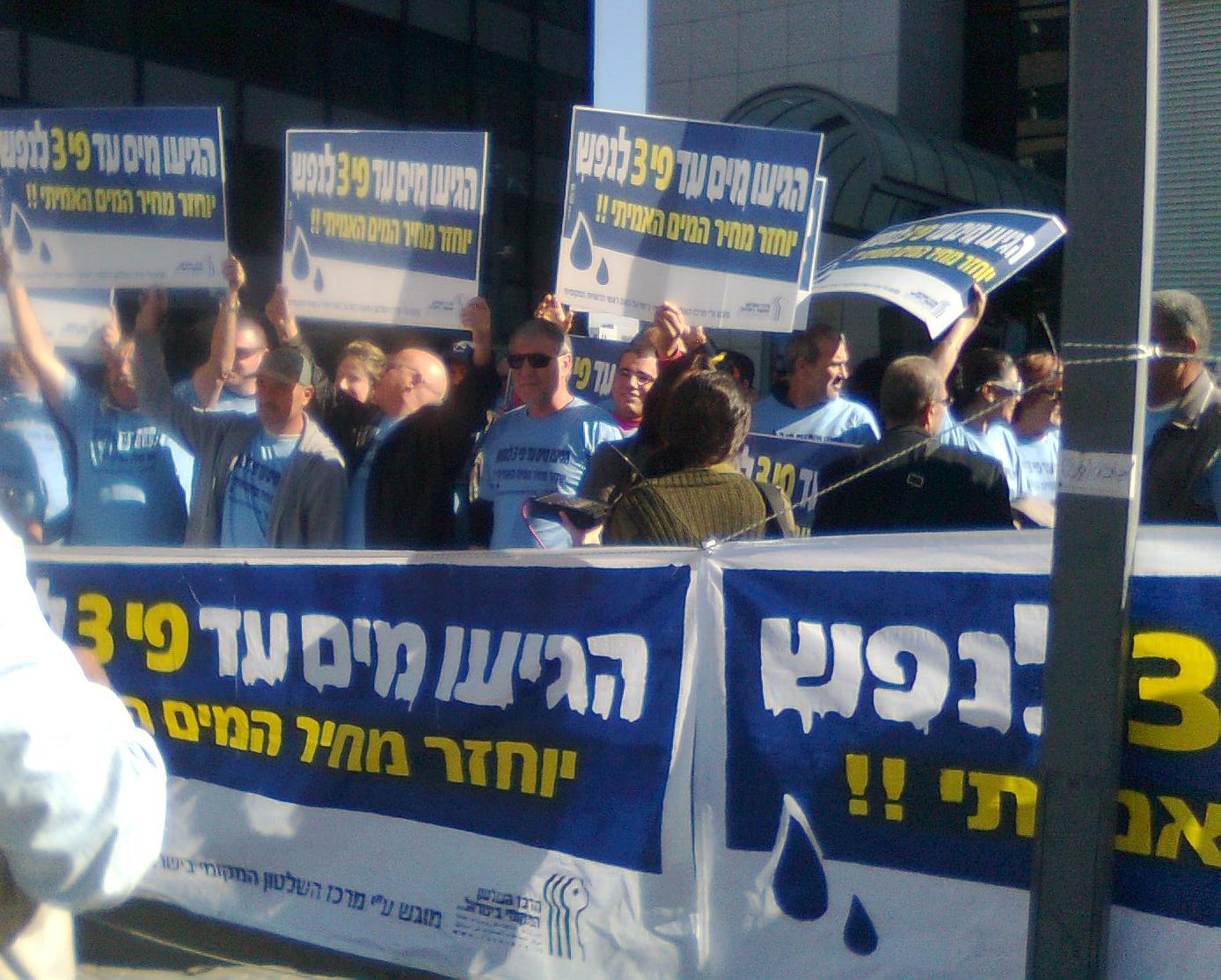
مظاهرة أمام مكاتب مصلحة المياه احتجاجا على الارتفاع المستمر في أسعار المياه

السلطة الحكومية للمياه والصرف الصحي (باختصار - سلطة المياه ) هي هيئة حكومية مسؤولة عن تخصيص المياه المنتجة في دولة إسرائيل. بموجب السلطات المخولة لها القانون وتخضع السلطة لوزارة البنى التحتية الوطنية والمنظم المهني المعني بقضايا المياه في إسرائيل، وكانت السلطة تسمى سابقًا «لجنة المياه»، ولكن كجزء من قانون الترتيبات الاقتصادية لعام 2006، بدءًا من 1 يناير 2007 ، تحت تصرف السلطة تأسست السلطة بسبب تشتت سلطة المياه في إسرائيل بين عدد من المكاتب الحكومية، ووصلت إسرائيل إلى عتبة أزمة في خزانات المياه.
رئيس سلطة المياه هو رئيس الهيئة الحكومية للمياه والصرف الصحي، والتي تتعامل مع تنظيم قطاع المياه، بما في ذلك وضع قواعد لإنتاج وتوريد المياه وتحديد معدلات المياه. ويشغل رئيس السلطة أيضًا منصب رئيس مجلس الصرف الصحي الوطني. وهو مسؤول عن تقديم تقرير سنوي عن حالة قطاع المياه إلى اللجنة الاقتصادية للكنيست.

## خلفية
نظرًا لتشتت السلطات بين مختلف الوزارات الحكومية، تقرر إنشاء هيئة المياه التي ستضم ممثلين من مختلف الوزارات الحكومية فيما يتعلق بالمياه (الصحة والبيئة والبنية التحتية الوطنية والمالية والخارجية والأمن) ويمكن أن تكون هيئة تنظيمية مسؤولة عن تطوير وصيانة قطاع المياه وتخطيطه على المدى الطويل. .

## روابط خارجية
- موقع الحكومة للمياه والصرف الصحي
- تقرير لجنة التحقيق البرلمانية حول قطاع المياه، 2001 ، على موقع الكنيست
- אבי בר-אלי,
- אורה קורן,